# Sciades parkeri
Espèce
Synonymes
- Arius bonneti Puyo, 1936[1]
- Arius clavispinosus Puyo, 1936[1]
- Arius despaxi Puyo, 1936[1]
- Arius parkeri (Traill, 1832)[1]
- Arius physacanthus Vaillant, 1899[1]
- Aspistor parkeri (Traill, 1832)[1]
- Bagrus albicans Valenciennes, 1840[2]
- Bagrus emphysetus Müller & Troschel, 1849[1]
- Bagrus flavescens Valenciennes, 1840[1]
- Hexanematichthys parkeri (Traill, 1832)[1]
- Sciadeichthys emphysetus (Müller & Troschel, 1849)[1]
- Sciadeichthys flavescens (Valenciennes, 1840)[1]
- Sciades emphysetus (Müller & Troschel, 1849)[1]
- Sciades parkeri (Traill, 1832)[2]
- Silurus parkeri Traill, 1832[1]
- Tachisurus flavescens (Valenciennes, 1840)[1]

Statut de conservation UICN

 VU A2bd : Vulnérable
Sciades parkeri, communément appelé en français Mâchoiron Jaune, est un poisson de mer de la famille des Ariidae.

## Répartition
Sciades parkeri se rencontre dans les eaux occidentales de l'océan Atlantique, du Golfe de Paria au Venezuela jusqu'à l’État de Maranhao au Brésil. Cette espèce vit jusqu'à 20 m de profondeur.

## Description
La taille maximale connue pour Sciades parkeri est de 190 cm et un poids maximal de 50,0 kg et sa taille habituelle est d'environ 90 cm. Sa longévité est de 11 ans.

## Publication originale
- (la) Traill, 1832 : Description of a Silurus, known in Demerara by the name of Gilbacke, more properly Geelbuik.  Memoirs of the Wernerian Natural History Society, Edinburgh, vol. 6, p. 377-380[5] (texte intégral).